# リュウキュウガモ
リュウキュウガモ (琉球鴨、学名 Dendrocygna javanica) は、カモ目カモ科に分類される鳥類の一種。
名前の由来は、琉球の鴨の意。

## 分布
インド・東南アジアでは留鳥で、普通に見られる。中国南部や台湾には夏鳥として飛来し繁殖する。
日本では、かつてその名のとおり琉球諸島に留鳥もしくは夏鳥として分布しており分布地の北限であったが、1963年の慶良間列島での観察例を最後に記録が途絶えていた。しかし1999年に西表島で2羽観察された。なお愛知県での記録もあるが、飼育個体が逃げ出した可能性が高い。
しかし、2024年5月1日に石垣市内の田んぼで61年ぶりにリュウキュウガモが飛来した。

## 形態
全長41cm。カモ類としては小型である。全体に赤褐色で頭から背中にかけては濃い褐色または灰褐色。頸と足が長く、飛翔時に足が尾を越えることで、他のカモと区別できる。

## 生態
湖沼、湿地、マングローブの生えた河川に生息する。単独、または小さな群れを作って生活している。
食性は主に植物食。穀物類を好んで食べる。
繁殖形態は卵生。灌木や樹上に営巣するが、カラス、サギなどの古巣を利用することもある。産卵数は6-8個で抱卵日数は約28日である。
「フィー、フィー」と鳴く。